# Braun Strowman
Adam Joseph Scherr (* 6. September 1983 in Sherrills Ford, North Carolina), besser bekannt unter seinem Ringnamen Braun Strowman, ist ein amerikanischer Wrestler und ehemaliger Strongman.  Er steht derzeit bei der WWE unter Vertrag. Sein größter Erfolg war der Erhalt der WWE Universal Championship.

## Karriere als Strongman
Scherr war zunächst als sogenannter Strongman aktiv. Dabei handelt es sich um eine Mischung aus Bodybuildern und Gewichthebern, die sich extreme Kraft antrainieren, um bei Wettbewerben gegeneinander anzutreten. Im Gegensatz zu den etablierten Formen sind diese Wettbewerbe meistens auf den Unterhaltungsaspekt ausgerichtet. 2011 trat er bei dem Wettbewerb North American Strongman an und verdiente sich dort seine Pro Card, die ihn für die Profiwettkämpfe qualifizierte. 2012 gewann er die Arnold Amateur Strongman World Championships, die von der North American Strongman Corporation ausgerichtet werden. Bei der sogenannten Europa Battle of Champions holte er 2010 Bronze.

## Wrestling-Karriere

### World Wrestling Entertainment (2013–2021)

#### Training (2013–2015)
Am 12. Mai 2013 unterzeichnete Scherr einen Vertrag mit der WWE. Er trainierte im WWE Performance Center in Orlando, Florida und bekam den Ringnamen Braun Strowman. Sein Ring-Debüt feierte er jedoch erst am 19. Dezember 2014 bei NXT. An diesem Tag durfte er Chad Gable besiegen. Bei WWE NXT trat er nur in sieben Dark Matches und House Shows auf, so dass er bei seinem Wechsel zu den WWE-Hauptshows den meisten Fans noch völlig unbekannt war. Allerdings durfte er am 26. Mai 2014 zum ersten Mal bei einem TV-Taping für eine Raw-Ausgabe dabei sein. Er trat dort im Gefolge von Adam Rose als sogenannter „Rosebud“ auf.

#### Mitglied der Wyatt Family (2015–2016)

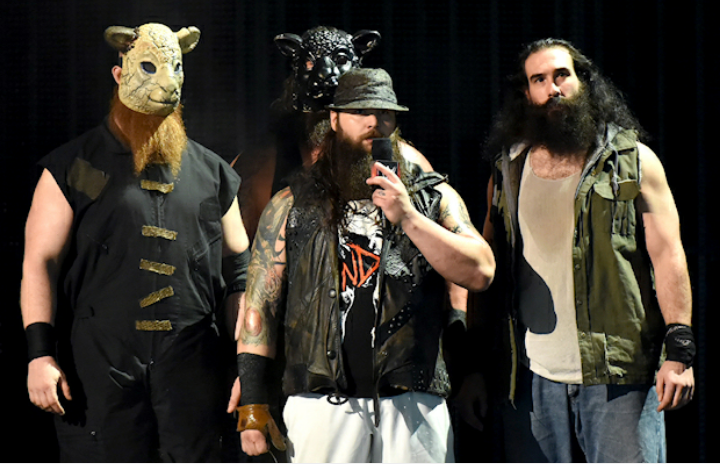
Strowman als Mitglied der Wyatt Family im Jahr 2015

Bei der ersten „WWE-Raw“-Ausgabe nach dem SummerSlam debütierte Scherr in Kämpfen gegen Roman Reigns und Dean Ambrose mit dem neuen Ringnamen Braun Strowman. Er schloss sich der Wyatt Family um Bray Wyatt, Luke Harper und Erick Rowan an. Am 22. September 2015 bestritt er sein erstes PPV-Match bei Night of Champions. Dort gewann er gemeinsam mit Bray Wyatt und Luke Harper gegen Roman Reigns, Dean Ambrose und Chris Jericho. Bei WWE Hell in a Cell 2015 griff die Wyatt Family den Undertaker an. Daraufhin kam es zu einer Fehde zwischen der Wyatt Family und den Brothers of Destruction (Undertaker und Kane). Bei der Survivor Series verloren Bray Wyatt und Luke Harper gegen die Brothers of Destruction. Bei WWE TLC: Tables, Ladders & Chairs 2015 gewann die Wyatt Family in einem Eight-Men-Elimination-Tag-Team-Match gegen die Dudley Boyz, Tommy Dreamer und Rhyno. Bei der darauf folgenden Ausgabe von RAW kam es zu einem Rückkampf, bei dem die Wyatt Family das Match ebenfalls für sich entscheiden durfte.

#### Siegesserie und verschiedene Fehden (2016–2019)

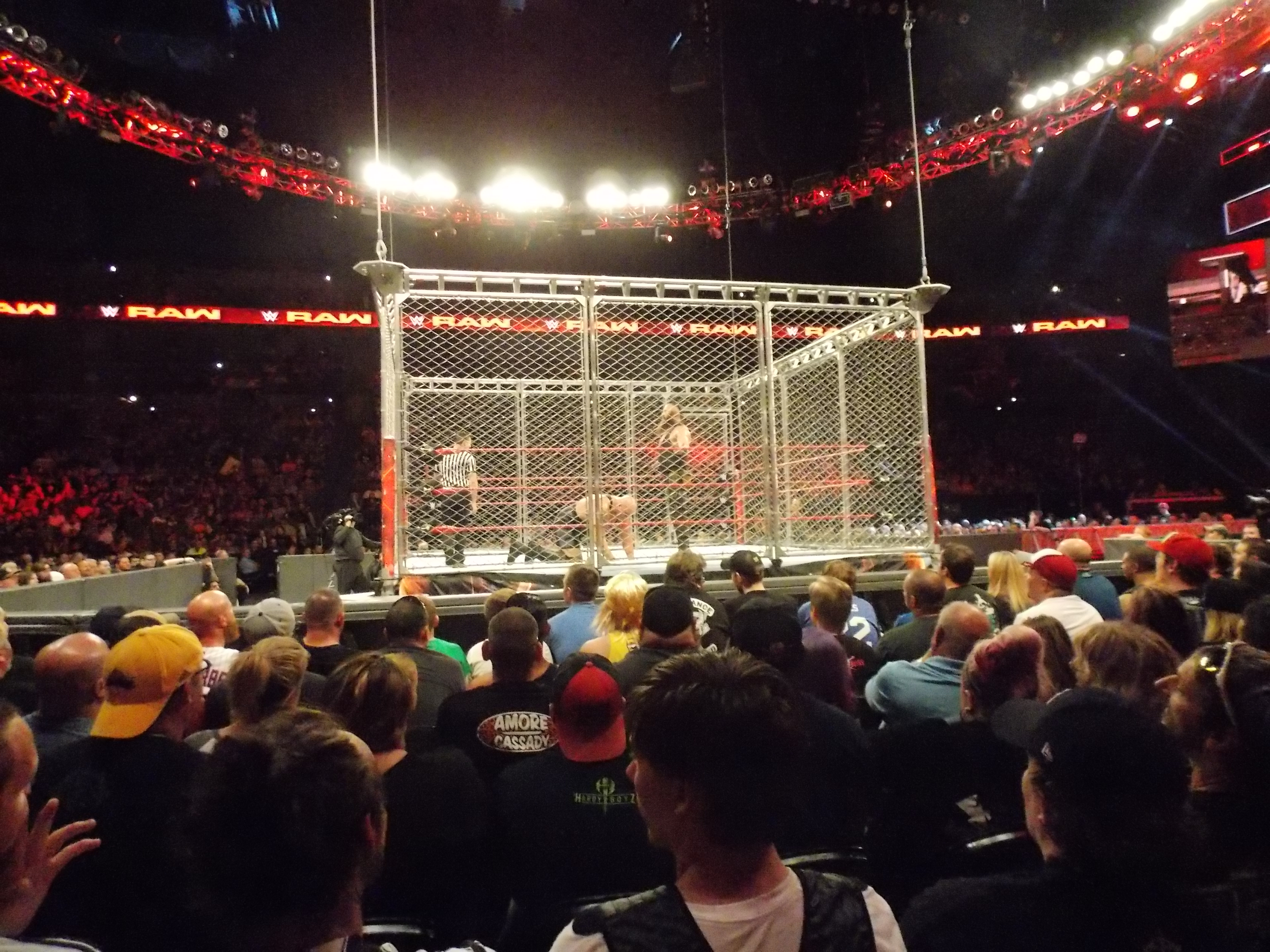
Strowman bestreitet ein Steel-Cage-Match gegen Big Show bei Raw im Jahr 2017

Am 19. Juli 2016 beim WWE Draft 2016 wurde Strowman zu WWE Raw gedraftet. Dadurch war Strowman gezwungen, die Wyatt Family zu verlassen, da seine Partner zu SmackDown wechselten. Nach dem Draft gab es leichte Stilveränderungen. So verzichtet er seitdem auf seine Maske. Er wird seitdem als Powerhouse dargestellt, das schwächere Wrestler, insbesondere die Cruiserweights und die Luchadores, nicht respektiert. Seine erste Fehde hatte er gegen Sami Zayn. Seit dem Royal Rumble 2017, als er zugunsten von Kevin Owens im Match um den WWE Universal Championship eingriff. Zur Zeit der Survivor Series 2017 hatte Strowman eine Fehde mit Kane. Am 15. Januar 2018 wurde er laut einer Storyline von Kurt Angle gefeuert, weil er einen 10-Millionen Dollar WWE-Truck zerstörte und zu dem noch den Kommentator Michael Cole angriff. Anschließend wurde er von Kurt Angle wieder eingestellt.
Bei Wrestlemania 34 suchte er sich den 10-jährigen Nicholas als Tag-Team-Partner aus und gewann mit diesem die Raw Tag Team Championship. Beim Greatest Royale Rumble gewann er das Main Event, also den Royal Rumble und erhielt zudem die einmalige WWE Greatest Royal Rumble Championship. Bei der Großveranstaltung Money in the Bank konnte er das Money-in-the-Bank-Ladder-Match für sich entscheiden. Somit kann er den Koffer einlösen, wann er will und hat damit eine Chance auf die WWE Universal Championship, dessen Träger zur Zeit Roman Reigns ist. Dieser wird jedoch meistens, wenn Strowman den Koffer einlösen möchte, in Schutz genommen, was den Sieg für Strowman sehr schwer macht. Bis jetzt hat er es nicht geschafft, auch nicht mit seiner Hilfe von seinen Dogs of War, Drew McIntyre und Dolph Ziggler. Er sollte beim WWE Pay-Per View Crown Jewel am 2. November 2018 ein Match gegen Roman Reigns und Brock Lesnar bestreiten. Durch die Krebserkrankung von Reigns wurde dieses Match zu einem Einzelmatch zwischen ihm und Lesnar um den vakanten Universal Championship Titel. Er verlor dieses Match. Bei WrestleMania 35 gewann er die Andre the Giant Memorial Battle Royal. Am 7. Juni 2019 bestritt Strowman ein Singles Match gegen Bobby Lashley bei WWE Super ShowDown, welches er gewann. Am 14. Juli 2019 bestritt er ein Last Man Standing Match gegen Bobby Lashley, welches er gewann.
Am 19. August 2019 gewann er zusammen mit Seth Rollins die Raw Tag Team Championship von The O.C. Luke Gallows und Karl Anderson. Die Regentschaft hielt 27 Tage und verloren die Titel am 15. September 2019 an Dolph Ziggler und Robert Roode. In der gleichen Nacht bestritt er ein Match um die Universal Championship gegen Seth Rollins, dieses Match verlor er ebenfalls.

#### SmackDown (2019–2020)
Im Rahmen des WWE Drafts wechselte Strowman am 11. Oktober 2019 von Raw zu SmackDown. Am 31. Oktober 2019 verlor er ein Match gegen Tyson Fury bei WWE Crown Jewel in Riad, Saudi-Arabien via Countout. Am 24. November 2019 bestritt er bei WWE Survivor Series zusammen mit King Corbin, Roman Reigns, Mustafa Ali und Shorty G. ein Traditional Survivor Series Elimination Match gegen Drew McIntyre, Ricochet, Seth Rollins, Randy Orton, Kevin Owens, Damian Priest, Matt Riddle, Keith Lee, WALTER und Tommaso Ciampa. Dieses Match gewann er.
Am 31. Januar 2020 gewann er bei SmackDown die WWE Intercontinental Championship von Shinsuke Nakamura. Am 8. März 2020 verlor er den Titel an Sami Zayn. Am 4. April 2020 gewann er die WWE Universal Championship von Goldberg. Die Regentschaft hielt 141 Tage und verlor den Titel, schlussendlich am 23. August 2020 an Bray Wyatt.

#### Raw (2020–2021)
Am 12. Oktober 2020 wechselte er durch den Draft zu Raw. Bei der Survivor Series 2020 nahm er an dem Traditional Survivor Series Elimination Match teil, dies konnte er mit seinem Team gewinnen. In diesem Match verletzte er sich jedoch am Knie, weshalb er pausieren musste. Am 29. Januar 2021 kehrte er in die Shows zurück, indem er für Daniel Bryan, Big E, Sheamus, Otis & Shinsuke Nakamura den Save machte. Kurz nach der Rückkehr wurde bekannt gegeben, dass er aufgrund einer Blutinfektion erneut ausfällt. Am 22. Februar 2021 kehrte er in die Shows zurück und verlor ein Match gegen Bobby Lashley. Am 2. Juni 2021 wurde er in Folge einer Entlassungswelle aus seinem WWE-Vertrag entlassen.

### Rückkehr zu World Wrestling Entertainment (seit 2022)
Am 5. September 2022 kehrte er bei der Raw-Ausgabe zur WWE zurück.

## Titel und Auszeichnungen

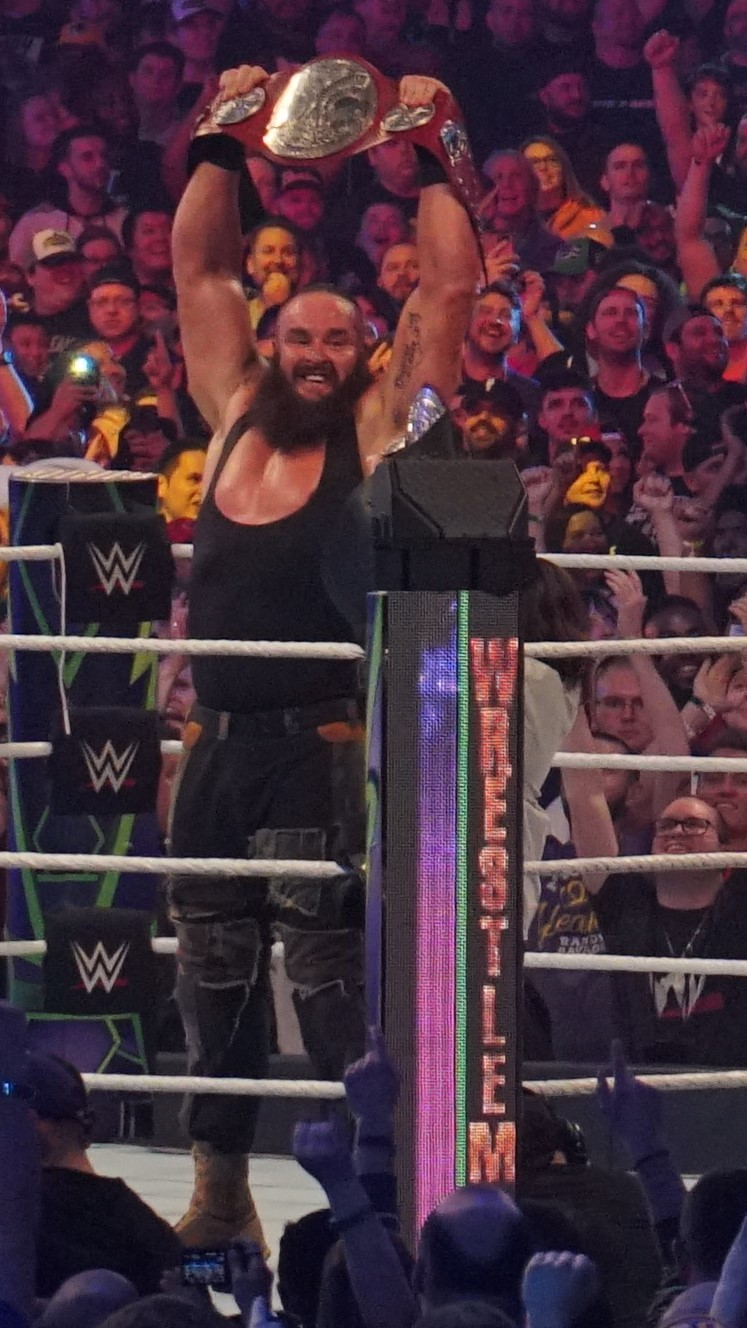
Raw Tag Team Champion Strowman nach seinem Sieg bei WrestleMania 34

### Wrestling
- World Wrestling Entertainment
  - WWE Universal Championship (1×)
  - WWE Intercontinental Championship (1×)
  - WWE Raw Tag Team Championship (1× Nicholas, 1× mit Seth Rollins)
  - WWE Greatest Royal Rumble Championship (2018)
  - Men’s Money in the Bank (2018)
  - Andre the Giant Memorial Battle Royal (2019)

- Pro Wrestling Illustrated
  - Nummer 19 der Top 500 Wrestler in der PWI 500 im Jahr 2020

### Strongman
- Arnold Amateur Strongman Championships
  - Sieger (2012)

- Monster of the Midland
  - Sieger (2010)

- NAS US Amateur National Championships
  - Sieger (2011)

- Summerfest Strongman
  - Sieger (2011)

- West Cary Fall Festival of Power
  - Sieger (2011)